# Jerry Green (kosárlabdaedző)
Jerry Green (1943–) amerikai egyetemi kosárlabdaedző. Pályafutása 1979-től 2001-ig tartott.

## Pályafutása
1976 és 1979 között a UNC Asheville Bulldogs helyettese, majd 1988-ig vezetőedzője volt. Utolsó három évében az egyesület az NCAA II-es divíziójából az I-esbe lépett. A Kansas Jayhawksnál Roy Williams helyetteseként segített a csapatot kijuttatni az 1991-es országos bajnokságra.
1992 és 1997 között az Oregon Ducks vezetőedzője volt; a csapat 1995-ben részt vett az NCAA bajnokságán. 1997 áprilisától a Tennessee Volunters munkatársa lett, ahol a csapat négy NCAA-bajnokságra jutott ki. 2001 márciusában lemondott.
Nyugdíjba vonulásáig az Indianai Egyetem kosárlabdáért felelős igazgatója volt.

## Eredményei kosárlabdaedzőként
| Szezon                                                       | Eredmény                                         | Eredmény                                         | Helyezés                                         | Továbbjutás                                      |
| Szezon                                                       | Összesen                                         | Konferencia                                      | Helyezés                                         | Továbbjutás                                      |
| North Carolina–Asheville Bulldogs (Divíziólépés)             | North Carolina–Asheville Bulldogs (Divíziólépés) | North Carolina–Asheville Bulldogs (Divíziólépés) | North Carolina–Asheville Bulldogs (Divíziólépés) | North Carolina–Asheville Bulldogs (Divíziólépés) |
| ------------------------------------------------------------ | ------------------------------------------------ | ------------------------------------------------ | ------------------------------------------------ | ------------------------------------------------ |
| 1979–80                                                      | 11–16                                            | –                                                | –                                                | –                                                |
| 1980–81                                                      | 14–15                                            | –                                                | –                                                | –                                                |
| 1981–82                                                      | 19–10                                            | –                                                | –                                                | –                                                |
| 1982–83                                                      | 22–9                                             | –                                                | –                                                | –                                                |
| 1983–84                                                      | 21–10                                            | –                                                | –                                                | –                                                |
| 1984–85                                                      | 15–13                                            | –                                                | –                                                | –                                                |
| Eredmény:                                                    | 89–73                                            | –                                                | –                                                | –                                                |
| North Carolina-Asheville Bulldogs (Big South Conference)     |                                                  |                                                  |                                                  |                                                  |
| 1985–86                                                      | 20–9                                             | 4–2                                              | 5.                                               | –                                                |
| 1986–87                                                      | 15–11                                            | 5–3                                              | 3.                                               | –                                                |
| 1987–88                                                      | 13–15                                            | 5–7                                              | T–5.                                             | –                                                |
| Eredmény:                                                    | 48–35                                            | 14–12                                            | –                                                | –                                                |
| North Carolina-Asheville:                                    | 150–108                                          | 48–12                                            | –                                                | –                                                |
| Oregon Webfoots (Pacific-10 Conference)                      |                                                  |                                                  |                                                  |                                                  |
| 1992–93                                                      | 10–20                                            | 3–15                                             | 9.                                               | –                                                |
| 1993–94                                                      | 10–17                                            | 6–12                                             | 8.                                               | –                                                |
| 1994–95                                                      | 19–7                                             | 11–7                                             | 4.                                               | NCAA első kör                                    |
| 1995–96                                                      | 16–13                                            | 9–9                                              | T–5.                                             | –                                                |
| 1996–97                                                      | 17–11                                            | 8–10                                             | 7.                                               | NIT első kör                                     |
| Oregon:                                                      | 72–70                                            | 37–53                                            | –                                                | –                                                |
| Tennessee Volunters (SEC East)                               |                                                  |                                                  |                                                  |                                                  |
| 1997–98                                                      | 20–9                                             | 9–7                                              | 3.                                               | NCAA első kör                                    |
| 1998–99                                                      | 21–9                                             | 12–4                                             | 1.                                               | NCAA második kör                                 |
| 1999–00                                                      | 26–7                                             | 12–4                                             | T–1.                                             | NCAA Sweet Sixteen                               |
| 2000–01                                                      | 22–11                                            | 8–8                                              | 4.                                               | NCAA első kör                                    |
| Tennessee:                                                   | 89–36                                            | 41–26                                            | –                                                | –                                                |
| Összesen:                                                    | 161–106                                          | –                                                | –                                                | –                                                |
| Jelmagyarázat: Konferenciaszezon-bajnok Divíziószezon-bajnok |                                                  |                                                  |                                                  |                                                  |

## Fordítás
- Ez a szócikk részben vagy egészben  a   Jerry Green (basketball coach) című angol Wikipédia-szócikk ezen változatának fordításán alapul.  Az eredeti cikk szerkesztőit annak laptörténete sorolja fel. Ez a jelzés csupán a megfogalmazás eredetét és a szerzői jogokat jelzi, nem szolgál a cikkben szereplő információk forrásmegjelöléseként.